# Jojo Anand
Jojo Anand (* 17. Mai 1959 in Minjiutgarha-Kutungia) ist ein indischer Geistlicher und römisch-katholischer Bischof von Hazaribag.

## Leben
Jojo Anand besuchte zunächst das Knabenseminar in Ranchi und studierte anschließend in Ranchi, Mangalore und Jabalpur. Am 24. April 1992 empfing er die Priesterweihe für das Erzbistum Ranchi. Mit der Gründung des Bistums Simdega am 28. Mai 1993 wurde er in dessen Klerus inkardiniert.
Nach verschiedenen seelsorglichen und katechetischen Aufgaben studierte er von 2001 bis 2005 in Rom an der Päpstlichen Universität der Salesianer und erwarb das Lizenziat in Katechetik. Von 2005 bis 2007 war er Generalvikar des Bistums Simdega. Anschließend war er für die Evangelisation und Glaubenserziehung sowie für die Seminaristen des Bistums verantwortlich.
Papst Benedikt XVI. ernannte ihn am 8. September 2012 zum Bischof von Hazaribag. Die Bischofsweihe spendete ihm der Erzbischof von Ranchi, Telesphore Placidus Kardinal Toppo, am 8. Dezember desselben Jahres; Mitkonsekratoren waren der Erzbischof von Patna, William D’Souza SJ, sowie Charles Soreng SJ, Altbischof von Hazaribag.
Vom 7. Juli 2016 bis 8. Dezember 2021 war Anand zudem Apostolischer Administrator des vakanten Bistums Daltonganj.